# Solør, Vinger og Odals prosteri
Solør, Vinger og Odals prosteri (norska: Solør, Vinger og Odal prosti) är ett kontrakt (prosteri, norska: prosti) i Hamars stift inom Norska kyrkan. Kontraktet omfattar kommunerna Eidskog, Grue, Kongsvinger, Nord-Odal, Sør-Odal, Våler och Åsnes i Innlandet fylke i östra Norge.

## Socknar
Solør, Vinger og Odals prosteri består av 20 socknar (norska: sokn eller sogn) inom sex kyrkliga samfälligheter (norska: kirkelige fellesråd), som är baserade på kommunindelningen:

### Eidskogs kyrkliga samfällighet
- Eidskogs socken
- Vestmarka socken

### Grue kyrkliga samfällighet
- Grue socken
- Grue Finnskogs socken

### Kongsvingers kyrkliga samfällighet
- Austmarka socken
- Brandvals socken
- Vingers socken

### Odals kyrkliga samfällighet
- Mo socken
- Oppstads socken
- Sands socken
- Strøms socken
- Ullerns socken

### Vålers kyrkliga samfällighet
- Gravbergets socken
- Vålers socken

### Åsnes kyrkliga samfällighet
- Arnebergs socken
- Gjesåsens socken
- Hofs socken
- Hof Finnskogs socken
- Åsnes socken
- Åsnes Finnskogs socken